# Arnórr Jarlaskáld
Arnórr Þórðarson jarlaskáld, Poeta degli Earl, (1012 circa – 1070 circa), è stato uno scaldo islandese, figlio di Þórðr Kolbeinsson.

## Biografia
Arnórr viaggiò come mercante visitando spesso le isole Orcadi, dove compose poemi per gli Earl, ricevendo per questo il suo soprannome. Per re Magnus il Buono compose la Hrynhenda. Scrisse anche poemi memoriali per Magnus il Buono e Haraldr harðráði. Viene considerato uno dei maggiori scaldi dell'XI secolo.